# Afromelanichneumon ruficaudis
Afromelanichneumon ruficaudis är en stekelart som först beskrevs av Cameron 1906.  Afromelanichneumon ruficaudis ingår i släktet Afromelanichneumon och familjen brokparasitsteklar. Inga underarter finns listade i Catalogue of Life.